# و
La wāw (en árabe ﻭﺍﻭ, wāw [waːw]) es la vigesimoséptima letra del alfabeto árabe. Representa un sonido cerrado y posterior, /w/ o /u:/. En la numeración abyad tiene el valor de 6.
La wāw puede servir de soporte a la hamza (ؤ) cuando en el entorno vocálico solo hay /u/ y /a/. Ej.: رَؤُوف, raʾūf, «compasivo»; رُؤَسَاء, ruʾasāʾ, «presidentes».

## Pronunciación
Wāw se usa para representar cuatro características fonéticas distintas:
- Una consonante, pronunciada como una aproximación labiovelar sonora /w/, ocurre siempre que está al comienzo de una palabra y algunas veces en otros lugares.
- Una /uː/ larga. Si la consonante anterior no tiene diacrítico o una marca de vocal wāw corta, damma, para ayudar en la pronunciación al insinuar la siguiente vocal larga.
- Una /oː/ larga. En muchos dialectos, como resultado de la monoptongación que sufrió el diptongo /aw/ en la mayoría de las palabras.
- Una parte del diptongo, /aw/. En este caso no tiene diacrítico, pero podría marcarse con un sukun en algunas tradiciones. La consonante precedente podría no tener diacrítico o tener el signo de fatḥa, insinuando la primera vocal /a/ en el diptongo.

Como vocal, wāw también puede servir como portadora de una hamza: ؤ.

## Significado
Wāw es la única letra de la frecuente palabra árabe wa, la conjunción principal en árabe, equivalente a "y". Por escrito, se antepone a la siguiente palabra y a veces incluye otras conjunciones, como وَلَكِن wa-lākin, que significa "pero". Otra función es el "juramento", al preceder a un sustantivo de gran significado para el hablante. A menudo se puede traducir literalmente como "Por..." o "Juro que...", y a menudo se usa en el Corán de esta manera y también en la construcción generalmente fija والله wallāh ("¡Por Alá!" o "¡Lo juro por Dios!"). La palabra también aparece, particularmente en el verso clásico, en la construcción conocida como wāw rubba, para introducir una descripción. : II §§84-85 
Entre los numerosos usos que puede tener en árabe están:
Waw alhal (causal)
es el waw que se incluye en un sustantivo o frase verbal precedida de información como: «زارني أخي وهو مسرور» "Mi hermano me visitó y está feliz".
Waw al-Ma'iya
es el waw que significa "con" como: "سرت والليل" "Sirte y la noche".
Waw al'iishbaea (saturación)
es el waw colocado después del pronombre nominativo (التاء المتحركة, vocal ta'a) o del pronombre acusativo (كاف الخطاب, kaf al-jattab) como: "هل أديتم الواجب وفهمتموه؟ وهل ناقشناكموه؟" "¿Hiciste las tareas y las has entendido? ¿Lo hemos discutido contigo?"
Waw extra
una letra extra combinada en una oración como: «سألتمونيها» "me lo preguntaste".
Waw de amabilidad
es el waw que muestra afecto, sobre las frases dichas, o afecto sobre alguien singular como: "محمد حاضر وعلي غائب" "Muhammad está presente y Ali está ausente" y el dicho  "حضر محمد وفهد" "Muhammad asistió, y Fahd".
Waw  alaistinaf (waw alabtda', de comienzo)
Es el waw después del cual hay una oración que no tiene nada que ver con el significado que le precede y una sintaxis como: «ثُمَّ قَضَى أَجَلاً وَأَجَلٌ مُّسمًّى عِندَهُ» "Luego pasó un plazo y un tiempo conocido a él" [6:2].
Waw Rabb
Es el waw que significa "Señor" y es una preposición del no-no, como: "وليل كموج البحر أرخى سدوله ـ علي بأنواع الهموم ليبتلي" “Y la noche es como las olas del mar, el descanso de su paz - Ali con todo tipo de preocupaciones, será maldito ".
Waw de concordancia
es el evento al comienzo del verso poético si viene solo, como: "وأخفت أهل الشرك حتى إنه ـ لتخافك النطف التي لم تُخلق" “Y ocultaste a la gente del politeísmo - tendrás miedo de la semilla que no fuera creada."
Wow grupo
es un pronombre relacionado con los verbos para indicar que el sujeto tiene más de dos, como por ejemplo: "المسلمون سينتصرون" "Los musulmanes prevalecerán".
Wow cinco nombres
es una señal de elevar los cinco nombres, como: "قدم أبوك" "Presenta tu padre".
Waw de sección (al-qism)
es una preposición que indica una sección como: «وَالسَّمَاءِ وَالطَّارِقِ» Y el cielo y Al-Tariq ﴾[1: 86].
Waw recompensa
es el waw al cual el tiempo presente se adjunta a "أن" (que) la transcripción es una permisión como: "قراءتك للكتب وتستفيدَ خير لك من اللهو" "Tu lees libros y te beneficias de la mejor diversión".
Waw del ocho
es el waw tras el cual va una palabra indicativa del número ocho, como por ejemplo: "حَتَّى إِذَا جَاءُوهَا وَفُتِحَتْ أَبْوَابُهَا" Aunque vengan y abran sus puertas [73:39]. Los gramáticos creen que el waw del ocho no guardaba significado añadido o no influía en la gramática
Waw Fasal
es el waw confinado a estas palabras: «عمرو، أولاء، أولئك، أولي، أولو، أولات» (Amr, Awlaa, Uwlyik, Oli, Oulu, Awalat).
Waw plural masculino pasivo
es un signo de elevar el plural del masculino pasivo (alsaalim), como:  "حضر المعلمون" "Los maestros asistieron".

## Descendientes
| Posición | Aislada | Final | Media | Inicial |
| -------- | ------- | ----- | ----- | ------- |
| Forma:   | ۋ       | ـۋ    | ـۋ    | ۋ       |

Con un diacrítico adicional de tres puntos sobre waw, la letra entonces se llama ve. Ee usa para representar distintivamente la consonante /v/ en el alfabeto uigur arábigo.
| Posición | Aislada | Final | Media | Inicial |
| -------- | ------- | ----- | ----- | ------- |
| Forma:   | ۆ       | ـۆ    | ـۆ    | ۆ       |

Para /o/ en kurdo; /v/ en kazajo arábigo; /ø/ in Uyghur.
La 34ª letra del alfabeto azerí arábigo, representa Ô /ɔ/.
| Posición | Aislada | Final | Media | Inicial |
| -------- | ------- | ----- | ----- | ------- |
| Forma:   | ۉ       | ـۉ    | ـۉ    | ۉ       |

Para /oː / o /u/, usado en muchos idiomas específicamente túrquicos, por ejemplo o en بۉلد ( بۉلد)
| Posición | Aislada | Final | Media | Inicial |
| -------- | ------- | ----- | ----- | ------- |
| Forma:   | ۈ       | ـۈ    | ـۈ    | ۈ       |

Para /y/ en uigur.
| Posición | Aislada | Final | Media | Inicial |
| -------- | ------- | ----- | ----- | ------- |
| Forma:   | ۊ       | ـۊ    | ـۊ    | ۊ       |

Representa /ʉː/ en kurdo meridional.
| Posición | Aislada | Final | Media | Inicial |
| -------- | ------- | ----- | ----- | ------- |
| Forma:   | ۏ       | ـۏ    | ـۏ    | ۏ       |

En escritura jawi se usa para /v/. También en baluchi para /o/.